# 久代站
久代站（日语：／ Kushiro eki */?）是位於島根縣濱田市久代町，屬於西日本旅客鐵道（JR西日本）的山陰本線車站。截至2020年3月，快速列車只有黃昏上行1班的班次在本站停靠（該列車在益田站至湯里站各站停車）。

## 歷史
- 1959年（昭和34年）3月1日 - 國鐵山陰本線波子站至下府站之間新設此站。為旅客車站。
  - 當時車站地址為島根縣那賀郡國府町（日语：国府町 (島根県)）久代。
- 1969年（昭和44年）3月1日 - 國府町編入至濱田市（第一次），車站地址為島根縣濱田市久代町。
- 1987年（昭和62年）4月1日 - 伴隨國鐵分割民營化，車站由西日本旅客鐵道（JR西日本）營運。
- 2005年（平成17年）10月1日 - 隨著濱田市（第二次）成立，車站地址為現時位置。

## 車站構造
本站是地面車站，設有1面1線的單式月台，益田方向的列車會開啟右邊車門。出雲市方向與益田方向的列車使用同一月台。受到附近地形的影響，本站位於較高處。
此站是由濱田鐵道部管理的無人車站，站内沒有設置乘車站證明票發行機和自動售票機。客車列車在過去會通過此站。

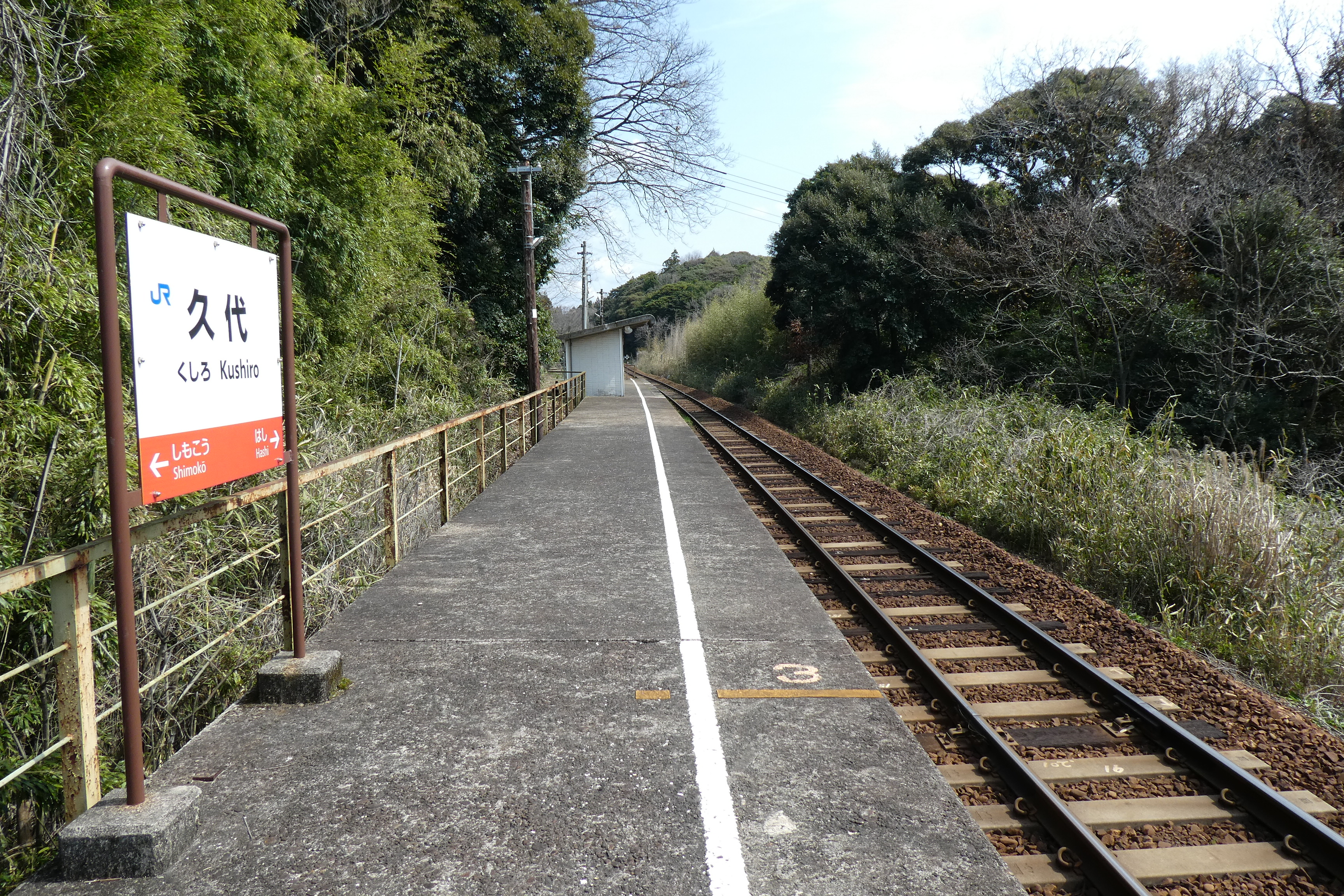
月台（2020年3月）
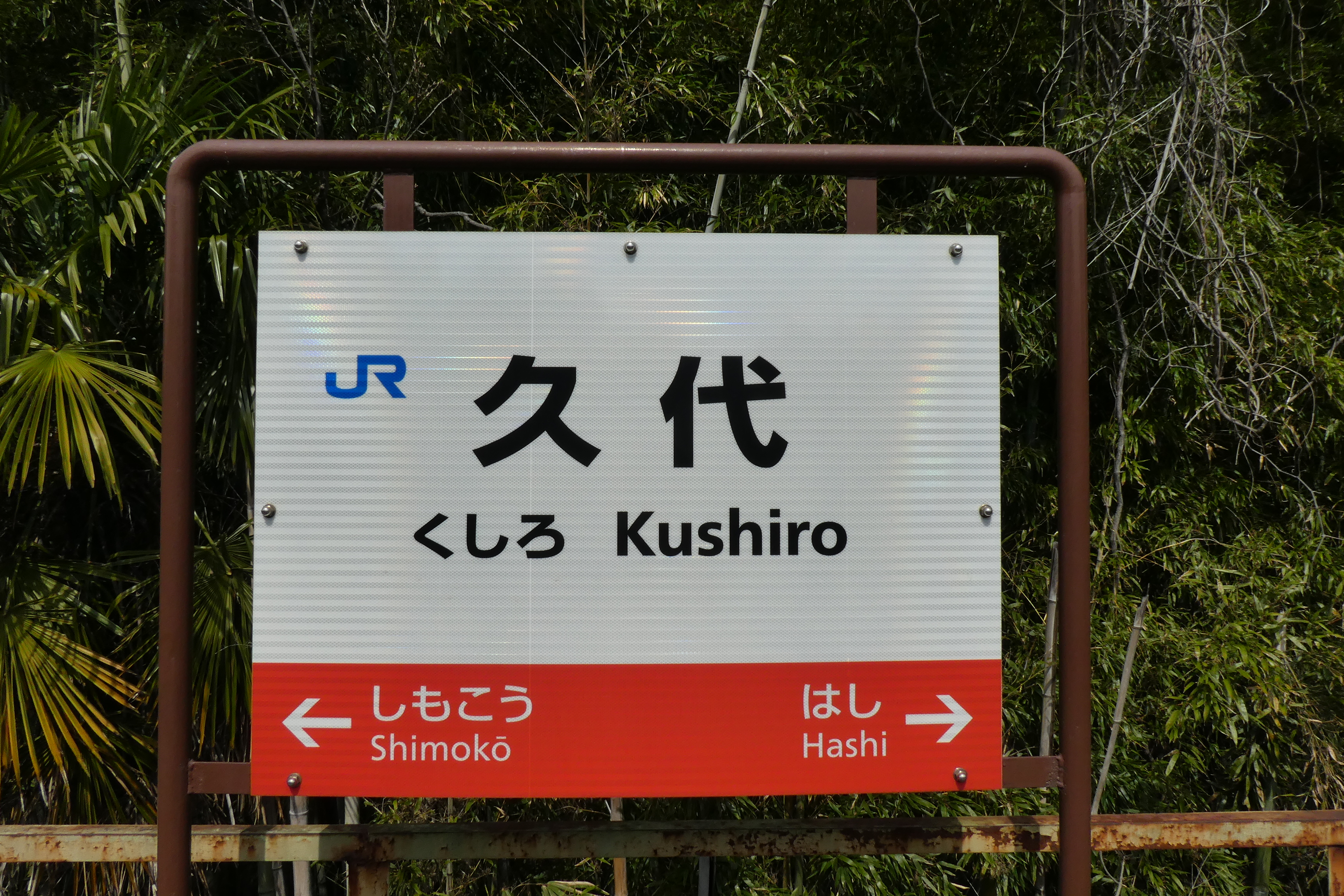
站名牌（2020年3月）
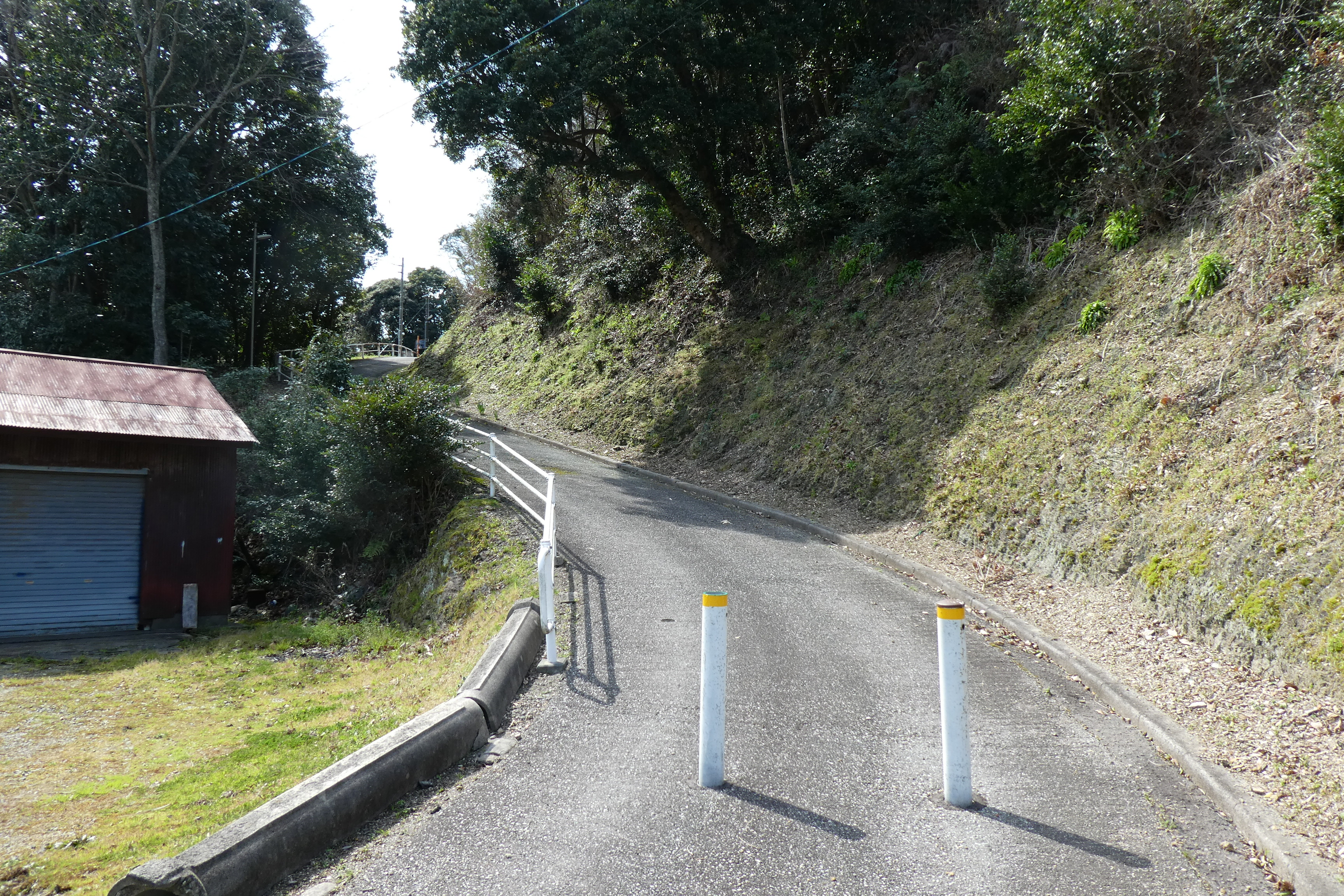
車站入口（2020年3月）
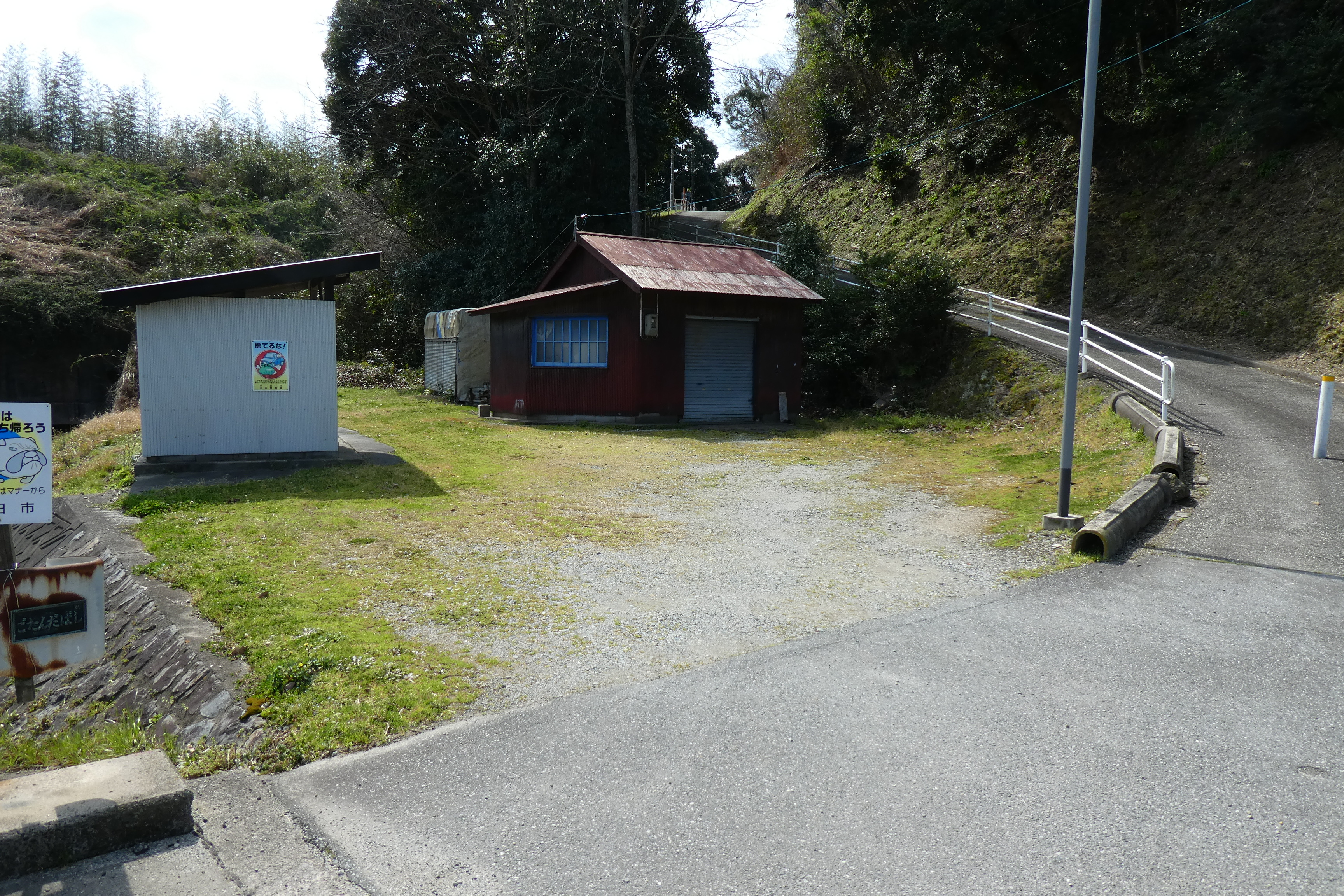
車站前的停泊單車場和車站掉頭處（2020年3月）

## 使用狀況
以下為近年1日平均乘車人次列表：
| 乘車人次變化 | 乘車人次變化    |
| 年度         | 1日平均乘車人次 |
| ------------ | --------------- |
| 1984         | 23              |
| 1994         | 31              |
| 1999         | 23              |
| 2000         | 24              |
| 2001         | 17              |
| 2002         | 12              |
| 2003         | 14              |
| 2004         | 11              |
| 2005         | 11              |
| 2006         | 12              |
| 2007         | 14              |
| 2008         | 16              |
| 2009         | 12              |
| 2010         | 11              |
| 2011         | 11              |
| 2012         | 11              |
| 2013         | 14              |
| 2014         | 10              |
| 2015         | 5               |
| 2016         | 5               |
| 2017         | 3               |

## 車站周邊
- 濱田高爾夫球場
- 石見海濱公園

## 相鄰車站
西日本旅客鐵道
山陰本線
- 部分快速水快車停車站。

波子－久代－下府

## 注腳
1. ↑  《JTB時刻表》 1982年11月號
2. ↑  島根縣統計書

## 外部連結
- 久代｜車站資訊：JR出門網 - 西日本旅客鐵道